# Terenzio Rufo
Terenzio Rufo (in latino: Terentius Rufus; I secolo – I secolo) è stato un politico e militare dell'Impero romano.

## Biografia
Militò nell'esercito romano durante la prima guerra giudaica. Poco dopo la caduta di Gerusalemme nell'agosto/settembre del 70 venne nominato dal comandante in capo, Tito legatus legionis della legio X Fretensis, e di conseguenza anche primo governatore della nuova provincia di Giudea. Rimase in questa posizione però solo per un breve periodo di tempo. Nello stesso anno venne infatti rilevato nel comando della legione (e probabilmente della provincia) da Sesto Vettuleno Ceriale. A Terenzio si deve il merito di aver annunciato a Tito la cattura del ribelle Simone bar Giora.